# Raḩīmābād (ort i Iran)
Raḩīmābād (persiska: رحیم آباد) är en ort i Iran.   Den ligger i provinsen Gilan, i den norra delen av landet, 180 km nordväst om huvudstaden Teheran. Raḩīmābād ligger 48 meter över havet och antalet invånare är 6 994.
Terrängen runt Raḩīmābād är varierad.Runt Raḩīmābād är det ganska tätbefolkat, med 134 invånare per kvadratkilometer. Närmaste större samhälle är Rūdsar, 12,1 km norr om Raḩīmābād. I omgivningarna runt Raḩīmābād växer i huvudsak blandskog.